# Gräberfeld von Lama
Das elamische Gräberfeld von Lama liegt im Beschar-Tal ungefähr 50 km nördlich von Yasudsch im Südwesten des heutigen Iran.
Der Friedhof wurde 1999 bei Straßenbauarbeiten entdeckt, wobei einige Grabanlagen zerstört wurden. Daraufhin wurde das Iranian Center for Archaeological Research (ICAR) benachrichtigt. Bei den darauf folgenden Rettungsgrabungen wurden unter der Leitung von Hasan Rezvani 53 Grabanlagen freigelegt. Weitere acht Gräber wurden 2005 und nochmals 13 Gräber im Jahr 2008 ausgegraben. Die Ergebnisse der ersten beiden Grabungen sind 2007 publiziert worden.
Bei den hier gefundenen Gräbern handelt sich um unterirdische Steinkammern, in denen sich in der Regel mehrere Beisetzungen fanden. In einem Grab kamen sogar 23 Schädel zutage. Die Grabkammern waren flach gedeckt oder hatten  Giebeldächer, die in der Antike wahrscheinlich oberirdisch sichtbar waren. Die Bestattungen datieren von der Mittelelamischen Periode (1900–1100 v. Chr.) bis in die Neuelamische Periode (800–646 v. Chr.). Als Grabbeigaben fand sich vor allem Keramik, meist mehrere Gefäße in einem Grab. Andere Grabbeigaben waren zahlreiche Bronzeobjekte. In zwei Gräbern fanden sich Bronzegefäße, daneben gibt es aber auch Bronzeschmuck, wie Armreifen, Ringe und Bronzeperlen. Eisenobjekte sind weniger bezeugt und fanden sich in den Bestattungen, die in die Neuelamische Periode datiert werden können. Es gibt daneben auch einige Steinobjekte, bei denen es sich um Pfeilspitzen und Steinwerkzeuge handelt. Waffenbeigaben, wie Schwerter und Messer, waren aus Bronze oder Eisen gefertigt. In Grab 69 fand sich ein Zylindersiegel mit einer kurzen Inschrift in fünf Zeilen. Die Datierung des Siegels ist umstritten. Es zeigt einen stark zerstörten kurzen Text und einen Mann mit Bogen, der einen Strauß jagt. Datierungsvorschläge reichen vom zweiten bis ins erste Jahrtausend v. Chr. Die Darstellung hat jedoch Ähnlichkeiten mit neu-babylonischen und neu-assyrischen Darstellungen, weswegen eine Spätdatierung wahrscheinlicher scheint.
Wenig ist zu der hier bestatteten Bevölkerung bekannt. Die Ausgräber vermuten, dass es sich hier um Nomaden handelte, andere sehen dagegen keinen Hinweis darauf.